# Eucharis cyaneosperma
Eucharis cyaneosperma là một loài thực vật có hoa trong họ Loa kèn đỏ. Loài này được Meerow mô tả khoa học đầu tiên năm 1987.